# Русенска корабостроителница
„Русенска корабостроителница запад“ АД е основана през 1881 г. През онова време в корабостроителницата е построен и първият стоманен кораб в България.

## История
На 4 ноември 1882 г. e построен първият Бот, на който е поставена паметна плоча „Русчукский порт 1881 г.“. През 1921 г. е основана Пристанищната работилница – Русе. След 1945 година, заводът е преименуван на Корабостроителен и кораборемонтен завод „Иван Димитров“. В определени периоди от развитието си корабостроителницата произвежда драги и е единственият производител на 5-, 15- и 20-тонни механизми и пристанищни кранове, както и на 80-тонни монтажни кранове по лиценз на Chereti & Tanfany, Италия.
През септември 1991 г. бившият корабостроителен и кораборемонтен завод „Иван Димитров“ е регистриран като „Русенска корабостроителница“ ООД. През април 1999 г. корабостроителницата е приватизирана от Beteiligungsgesellschaft GmbH, Германия.
От 2007 г. „Русенска корабостроителница“ АД започва да произвежда плавателни съдове от 7- и над 7 хиляди тона DWT. Строителството им става възможно след инвестиции за проектни разработки и увеличаване капацитета на хелинга – повдигащото и спускащо устройство, чрез което новопостроените кораби слизат на вода.

## Произведени плавателни съдове
Към настоящия момент „Русенска корабостроителница“ извършва и кораборемонтна дейност.
Оттогава в завода са строени несамоходни съдове:
- дизело-маслени и сухотоварни съдове с дедуейт (пълна товароподемност, DWT) до 1500 т.;
- танкери за морско и речно плаване с DWT до 5870 т.;
- танкери с DWT 3500 т. с неограничена навигационна зона и DWT 5000 т.;
- сухотоварни кораби и контейнеровози превозващи 4680 DWT.

Износът на корабостроителницата е насочен към Русия, Китай, Иран, Норвегия, Сингапур, Германия, Кипър, Нидерландия, Австрия. През този период корабостроителницата извършва и ремонт на речни кораби.